# Поручиково
Поручиково — село в Заинском районе Татарстана. Административный центр Поручиковского сельского поселения.

## География
Находится в восточной части Татарстана на расстоянии приблизительно 8 км на юг по прямой от железнодорожной станции города Заинск у речки Сарапала.

## История
Основано в начале XVIII века. Упоминалось также как Богородское. В начале XX века имелась Богородская церковь (1833 года постройки). Вблизи села в середине XIX века работал Александровский медеплавильный завод.

## Население
Постоянных жителей было: в 1858—277, в 1913—393, в 1920—593, в 1926—653, в 1938—621, в 1949—455, в 1958—431, в 1970—320, в 1979—180, в 1989—281, в 2002—409 (русские 32 %, татары 60 %), 448 в 2010.